# فایننشل استریت هلدینگ
فایننشل استریت هلدینگ (انگلیسی: Financial Street Holding) شرکت دولتی املاک چینی است، که در سال ۱۹۹۶ تأسیس شد.